# Longman's Magazine
Longman's Magazine was een Engels literair tijdschrift dat maandelijks verscheen van november 1882 tot en met oktober 1905. Het blad was de opvolger van Fraser's Magazine (1830 – 1882). De uitgever C. J. Longman van het bedrijf Longmans, Green & Co. in Londen nam het tijdschrift in 1882 over en voorzag het van de nieuwe naam. Het blad telde in totaal 276 afleveringen en bevatte geen illustraties.
Longman's Magazine publiceerde fictie van onder anderen James Payn, Margaret Oliphant, Thomas Hardy, Henry James, Edith Nesbit, Frank Anstey, Robert Louis Stevenson, H. Rider Haggard, Rudyard Kipling en Walter Besant. De Schotse dichter, romanschrijver en criticus Andrew Lang voerde lange tijd de redactie.
Het tijdschrift richtte zich op een breed publiek van alle leeftijden en nam geen uitgesproken politieke en religieuze standpunten in. Naast fictie werd aandacht besteed aan sociale kwesties, reisbeschrijvingen en sport. Met een verkoopprijs van sixpence was het goedkoper dan concurrerende bladen als Argosy, Temple Bar en de Cornhill Magazine.
Na 1900 verloor het blad aan belang, met name doordat het minder gerenommeerde schrijvers aantrok en door de komst van geïllustreerde bladen als The Strand Magazine.